# Ian Rankin
Ian Rankin (Fife, 28 april 1960) is een Schotse schrijver van detectiveromans.
Rankin is vooral bekend als schrijver van een zich in Edinburgh afspelende reeks misdaadromans met inspecteur John Rebus in de hoofdrol. Een aantal van deze boeken is bewerkt voor de televisie, met John Hannah en Ken Stott (vanaf 2006) als vertolker van het personage van Rebus.

## Biografie
Ian Rankin komt voor in McCall Smithss boek “44 Scotland Street” uit 2004.
Rankin heeft bekendgemaakt dat hij na het schrijven van zijn laatste Rebus boek, in november 2006, gaat beginnen aan het meerdelige stripverhaal Hellblazer.

### Persoonlijk
Ian Rankin woont in Edinburgh met zijn vrouw, die hij leerde kennen op de universiteit en met wie hij in 1986 trouwde, en hun twee zonen.
Ze woonden een aantal jaren in de wijk Merchiston/Morningside, vlak bij auteurs als JK Rowling, Alexander McCall Smith en Kate Atkinson, waarna ze verhuisden naar een penthouse in het voormalige Royal Infirmary complex in Quartermile. Het stel heeft ook een huis in Cromarty, in de Schotse Hooglanden.

### Jack Harvey (Ian Rankin pseudoniem)
- (1993) Witch Hunt
- (1994) Bleeding Hearts
- (1995) Blood Hunt

### Overig werk
- (1986) The Flood
- (1988) Watchman
- (1990) WestWind
- (2002) Beggars Banquet (korte verhalen)
- (2005) Rebus's Scotland: A Personal Journey
- (2008) Doors Open (oorspronkelijk verschenen als feuilleton in The New York Times); De kunstroof
- (2009) A Cool Head
- (2009) Dark Entries (Graphic Novel, Werther Dell'Edera)
- (2014) Dark Road (A Play) (=== Ian Rankin & Mark Thomson ===)
- (2020) WestWind (re-released)
- (2021) The Dark Remains (=== Ian Rankin & William McIlvanney ===)